# امین سیدی‌اف
امین سیدی‌اف (انگلیسی: Amin Seydiyev؛ زادهٔ ۱۵ نوامبر ۱۹۹۸) بازیکن فوتبال اهل جمهوری آذربایجان است.
وی همچنین در تیم‌های ملی فوتبال زیر ۱۷ سال جمهوری آذربایجان، زیر ۱۹ سال جمهوری آذربایجان، زیر ۲۱ سال جمهوری آذربایجان، و جمهوری آذربایجان بازی کرده‌است.